# Attenborough Island
Attenborough Island ist eine kleine und vereiste Insel in der Westantarktis. Sie liegt etwa 4 km südöstlich von Charcot Island in der Attenborough Strait.
Das UK Antarctic Place-Names Committee benannte die Insel 2023 nach Susan Attenborough, Tochter des britischen Tierfilmers, Naturforschers und Schriftstellers David Attenborough, die sich gemeinsam mit ihrem Vater öffentlichkeitswirksam für den Schutz der Antarktis eingesetzt hatte.